# Olof Stahre
Nils Olof Stahre (Lerum, 19 aprile 1909 – Blentarp, 7 marzo 1988) è stato un cavaliere svedese.

## Palmarès

### Olimpiadi
- Oro a Helsinki 1952 nel concorso completo a squadre.
- Argento a Londra 1948 nel concorso completo a squadre.